# Максим III Мазлум
Максим III Мазлум (в миру Михаэль Мазлум, араб. مكسيموس التالت مظلوم‎) — патриарх Мелькитской грекокатолической церкви с 24 марта 1833 года по 11 августа 1855 года. Официальный титул на момент смерти — Его Блаженство Патриарх Антиохии и всего Востока, Александрии и Иерусалима. В период своего патриаршества Максим III реформировал церковное управление и поддерживал духовное образование. Добился от властей Османской империи выделения арабов-униатов в отдельный миллет, а от Рима признания за ним титула не только патриарха Антиохии, но также Александрии и Иерусалима. В 1848 году Максим III в своём послании упомянул термин «мелькиты» по отношению к своей церкви, вызвав протесты православных. В последовавшей за этим полемике, имея большее число типографий и образованных публицистов, победу одержала католическая сторона, фактически присвоив название «мелькиты» своей общине. Фактически с середины XIX века название «мелькиты» стало применяться к антиохийским униатам. Патриаршество Максима III считается одним из наиболее плодотворных в истории Мелькитской церкви. При нём количество епархий возросло с 8 до 13, были построены 24 храма и 3 патриаршие резиденции (в Дамаске, Каире, Иерусалиме и начато строительство резиденции в Александрии).

## Биография
Михаэль Мазлум родился в ноябре 1779 года в Алеппо. 15 апреля 1806 года был рукоположен в священника, а 6 августа 1810 года был хиротонисан в архиепископа Алеппо. Мазлум отправился для обучения в Рим, при этом он был назначен католическим титулярным епископом Абидоса и титулярным архиепископом Миры. После восшествия на папский престол Григория XVI, Мазлум вместе с группой иезуитов вернулся на Ближний Восток, где занялся обустройством униатской семинарии в Айн-Тразе. После смерти патриарха Игнатия V, синодом епископов Мазлум был избран патриархом, однако Папский престол утвердил его избрание лишь в 1835 году.
В 1834 году впервые со времён первого мелькитского патриарха Кирилла VI вступил в Дамаск и учредил там свою резиденцию. Максим III вёл активную деятельность: объезжал епархии, проводил соборы, строил храмы. В 1836 году отправился в Египет, где учредил епархию (1838 год), провёл четыре года и из-за османско-египетской войны не смог вернуться в Сирию, отправившись в Рим, Марсель, Париж и Константинополь (1843 год). В 1837 году вслед за армянами-католиками (1830) Максим III добился от османских властей создания отдельного миллета для католиков-арабов восточного обряда и передачи мелькитскому патриарху гражданской власти над униатами, проживавшими на территории Антиохийского, Александрийского и Иерусалимского патриархатов.
Патриарх Максим III вёл полемику и соперничество с православными и протестантами. В 1849 году его дискуссия с протестантом Михаилом Мшакой (1800—1888) была издана в Бейруте под названием «Евангелический проповедник». 
В 1850 году в Алеппо произошёл погром христианского квартала, который не в последнюю очередь был спровоцирован вступлением Максима III в город во главе процессии с иконами и хоругвями под колокольный звон и ружейные выстрелы, что вызвало раздражение в среде мусульман. В 1854—1855 годах Мазлум ещё раз посетил Египет, где и скончался. Патриаршество Максима III считается одним из наиболее плодотворных в истории Мелькитской церкви. При нём количество епархий возросло с 8 до 13, были построены 24 храма и 3 патриаршие резиденции (в Дамаске, Каире, Иерусалиме и начато строительство резиденции в Александрии).